# Gertrude Weaver
Pour les articles homonymes, voir Weaver.
Gertrude Weaver, née le 4 juillet 1898 en Arkansas, et morte le 6 avril 2015 était une supercentenaire américaine. Déjà doyenne des États-Unis depuis la mort de Dina Manfredini le 17 décembre 2012, Gertrude Weaver devint la personne la plus âgée au monde à la mort de Misao Ōkawa le 1er avril 2015.

## Biographie
Fille de métayers contemporains de la guerre de Sécession, elle est originaire du sud-ouest de l'Arkansas, relève Associated Press cité par USA Today. Elle et son mari ont eu quatre enfants, dont un seul est encore vivant, âgé de 90 ans. Elle vivait dans une maison de retraite médicalisée de Silver Oaks à Camden dans l'Arkansas.
Ses loisirs favoris révélés au magazine Time sont l'étude de la Bible et la danse en fauteuil roulant : « Nous dansons avec nos chaises roulantes car nous ne pouvons plus nous lever », a commenté la vieille dame qui, toujours coquette, ne dédaigne pas de temps à autre, une manucure. Son secret de longévité ? « La gentillesse », répond-elle au Time. « Traiter les gens correctement et se comporter avec eux comme vous aimeriez qu'ils le fassent avec vous ».